# San Vittore del Lazio
San Vittore del Lazio ist eine italienische Gemeinde in der Provinz Frosinone in der Region Latium mit 2360 Einwohnern (Stand 31. Dezember 2023). Sie liegt 140 km südöstlich von Rom und 62 km südöstlich von Frosinone.

## Geographie
San Vittore del Lazio liegt in der Ebene von Cassino unterhalb des Monte Sambucaro (1205 m). Es ist Mitglied der Comunità Montana Valle del Liri und die letzte Gemeinde in der Region Lazio vor der Regionengrenze zu Campania.
Die Nachbarorte sind Cassino, Cervaro, Conca Casale (IS), Mignano Monte Lungo (CE), Rocca d’Evandro (CE), San Pietro Infine (CE), Venafro (IS) und Viticuso.

### Verkehr
San Vittore del Lazio liegt an der Autobahn A1 Autostrada del Sole, mit der Ausfahrt San Vittore.
Mit dem Bahnhof Rocca d’Evandro, 4 km vom Ortszentrum, liegt der Ort an der Bahnstrecke Rom–Neapel.

## Name
Seinen vollen Namen trägt San Vittore seit dem Jahre 1862 lange vor der Eingliederung von 1927 in die Region Lazio und die damals neu geschaffene Provinz Frosinone. Die ursprüngliche Ortsbezeichnung bezieht sich auf den hauptsächlich in Oberitalien verehrten, anscheinend am 8. Mai des Jahres 303, kurz nach Beginn der diokletianischen Christenverfolgung, getöteten Victor von Mailand, dessen Märtyrervita auf einem guten historischen Hintergrund basiert.

## Geschichte
Eine frühe Besiedlung des Ortsareals weisen Reste von Polygonalmauern nach, die den Samniten zugewiesen werden. Ob sich hier allerdings ihre Stadt Aquilonia befand, welche die Römische Geschichte des Titus Livius für die Kriege zwischen Römern und Samniten um 300 v. Chr. nennt, bleibt offen. In der Nähe der Ansiedlung wurde immerhin 1962 ein Heiligtum freigelegt, in dem neben Keramikscherben und geformten Steinen ein rituell verbogenes Eisenschwert gefunden wurde. Diese Waffe im Typ der mittleren La Têne-Zeit zeigt zwei Zierpunzen, die als Anlehnung an das Sternsymbol der Makedonen interpretiert werden, und eine frühlateinische Herstellerinschrift, die einen Trebios Pomponios in Rom nennt, was vielleicht die erste Nennung des Stadtnamens Rom ist. Dieses Schwert von San Vittore wird als Beuteweihung durch einen samnitischen Krieger verstanden.
Der heutige Ort geht auf eine befestigte Ansiedlung der Zeit zurück, als Araber und Ungarn etwa zwischen 850 und 930 die Gegend unsicher machten. Im Jahre 1057 wurde eine Befestigung als Besitztum der Abtei Montecassino mit dem Wort castrum erstmals erwähnt. Zur Terra di San Benedetto gehörte der Ort jahrhundertelang bis 1811, er wurde aber während der Kämpfe um die Königsherrschaft in Neapel zwischen den Dynastien Anjou und Aragon im 15. Jahrhundert ab und zu in Mitleidenschaft gezogen.
Die Burg ging im Spätmittelalter an die in Rom ansässige Familie Mancini über, die den Titel der Marchesi di Fusignano führte. Sie gewann um 1450 an Bedeutung, und Giovanni Battista Mancini war um 1500 eine kurze Zeitspanne als Condottiere unter Cesare Borgia tätig. Francesco V. heiratete 1634 mit Girolama Mazzarino die Schwester von Kardinal Giulio Mazzarino, der als Jules Mazarin der zweite leitende Minister von König Ludwig XIV. von Frankreich war. Der hierher übergesiedelte Familienzweig konnte damals den Eintritt in den französischen Hochadel verzeichnen, der bis zu den Titeln Duc de Névers, Prince de Vergagne, Pair de France und Grande de Espana erster Klasse führte; Francescos Tochter Olimpia war die Mutter des Feldherrn und Politikers Prinz Eugen von Savoyen(-Carignano-Soissons). Im 20. Jahrhundert lebte der aus dem Neapolitaner Familienzweig hervorgegangene hiesige Ast zeitweise im örtlichen Palazzo und ist Besitzer von Liegenschaften und Gebäuden in und um San Vittore.
Im Frühjahr 1944 erlitt der Ort beträchtliche Zerstörungen im Verlauf der Schlachten um Cassino und die hier verlaufende Gustav-Linie, welche auch die Burg betrafen; danach wurde er über lange Zeit hin wieder aufgebaut. San Vittore erfuhr während des Erdbebens von Anfang Mai 1984 erneut merkliche Beschädigungen. Wegen seiner Lage nahe der Via Casilina und der Autobahn Autostrada del Sole erlebte er aber keine Emigrationswelle im 20. Jahrhundert, sondern verzeichnete sogar ein leichtes Bevölkerungswachstum um etwa 10 Prozent.

## Sehenswürdigkeiten
- Die Kirche San Nicola steht im unteren Teil des Ortskerns. Sie wird als Gründung griechischer Siedler verstanden und wurde im späten Hochmittelalter erstmals genannt; sie ist heute als Nationaldenkmal eingestuft. Ihr hoher Glockenturm besteht unten aus hellen Hausteinen und ganz oben aus dunklen Basaltsteinen und besitzt ein modernes Pyramidendach. Ursprünglich war die Kirche nur einschiffig und wurde später um ein niedrigeres rechtes Seitenschiff vergrößert, was schon die Außengestalt zeigt, an der zudem die Renovierung des späten 20. Jahrhunderts zu bemerken ist. Der zweischiffige Innenraum weist eine außergewöhnliche Ausstattung aus 1875 aufgedeckten Fresken des 12. Jahrhunderts auf. Im Hauptschiff sieht man Einzelbilder von Heiligen und den Beginn des Jüngsten Gerichtes. An der rechten Längswand sind dessen Fortsetzung, ein Zyklus von Szenen aus dem Leben der heiligen Margarethe von Antiochia sowie ein weiterer mit den sieben Taten der Barmherzigkeit vor dem von Christus in der Mandorla geleiteten Gericht vorhanden: Diese Fresken des 15. Jahrhunderts orientieren sich deutlich an den Darstellungen von Giotto in der Oberkirche von San Francesco in Assisi.
- Die ansehnliche Collegiata Santa Maria della Rosa zeichnet sich durch einen ebenfalls hohen Glockenturm aus, der vor der Mitte der unregelmäßigen Fassade steht, die sich nicht dem Hauptplatz, sondern dem Abhang der Ortsmauer zuwendet. Aus Hausteinen aufgemauert besitzt er zu ebener Erde das Hauptportal und oben ein Stockwerk mit Monoforienfenstern, über dem eine achteckige Turmstube mit zwei Geschossen sowie eine niedrige Zwiebelkuppel sitzen. Am Ende des Mittelschiffdaches erhebt sich eine nur wenig hohe größere Kuppel. Der dreischiffige Innenraum ist reich an interessanten Ausstattungsgegenständen. Ein Weihwasserbecken mit einer Adlerskulptur stammt von 1601; die hochmittelalterliche Kanzel mit vier auf Löwen stehenden Säulen und zwei Dreipassbögen mit Kosmatenarbeit und Abbildungen von Pfauen zeigt auf der Vorderseite des Kanzelkorbes einen mit ausgebreiteten Flügeln auf einem Buch stehenden Adler über einer Menschenfigur, die von einer Schlange umwunden wird; an der Eingangswand ist das Grabmal des 1352 verstorbenen Bischofs von Chieti, Guglielmo III. Capoferro, aus einer hiesigen Familie angebracht, das eine Inschrift und die Liegefigur des Verstorbenen beinhaltet; das Monument wurde allerdings erst 1736 von der Bürgerschaft gestiftet. Über der Apsis sitzt die Kuppel, unter der sich der marmorne Altar und die moderne Orgel befinden.
- Auf dem Weg zur Höhe des Ortshügels sind Mauerzüge der Ortsbefestigung mit quadratischen Türmen und einem runden zu sehen; an der zentralen Piazza Municipio steht außerdem ein großes Eingangstor: Eine Inschrift fordert hier den Leser auf, der Anwesenheit Gottes im Leben immer gewärtig zu sein. Nahebei befindet sich das alte Rathaus mit einem hohen Viereckturm, der Torre Civica, im Baustil des Razionalismo aus der Mussolini-Zeit.
- Die Kirche Santa Maria del Soccorso oder San Sebastiano weist eine ungewöhnliche Fassade auf, die einen Giebel mit wellenförmig geschlängeltem Serlianabogen bietet. Der einschiffige Innenraum enthält Fresken der Renaissancezeit.
- Beim Friedhof an der Via Mirteti westlich des Centro Storico steht die Kirche Santa Maria delle Grazie, die 1968 renoviert wurde. Sie präsentiert rechts neben dem angebauten Campanile mit Pyramidendach eine regionaltypische Barockfassade mit ionischen Lisenen, einem Rechteckportal mit einer Bogenlünette, einem Inschriftfeld und einem Oculusfenster, über dem der vorkragende Dreiecksgiebel mit Kreuzbasis als Bekrönung sitzt.

## Bevölkerungsentwicklung
| Jahr      | 1861 | 1881 | 1901 | 1921 | 1936 | 1951 | 1971 | 1991 | 2001 | 2017 |
| --------- | ---- | ---- | ---- | ---- | ---- | ---- | ---- | ---- | ---- | ---- |
| Einwohner | 1827 | 2008 | 2309 | 2403 | 2458 | 2250 | 2142 | 2442 | 2674 | 2560 |

Quelle: ISTAT

## Politik
Seit dem 26. Mai 2014 ist Nadia Bucci Bürgermeisterin. Sie wurde am 26. Mai 2019 wiedergewählt.

## Kulinarische Spezialitäten
Eine besondere Käsespezialität des Ortes ist der Conciato di San Vittore.

## Kultur
Seit dem Jahre 2001 wird im frühen August jährlich die dreitägige Festa Medievale veranstaltet, die mit einem Umzug in historisch nachempfundenen Kostümen verbunden ist.

## Söhne und Töchter der Stadt
- Guglielmo III. Capoferro, Bischof von Chieti, verstorben 1352.
- Graf Antonio Mancini, Offizier im Zweiten Weltkrieg und Träger des Kriegsverdienstkreuzes (1915–1990).